# Waldenburg (Zwitserland)

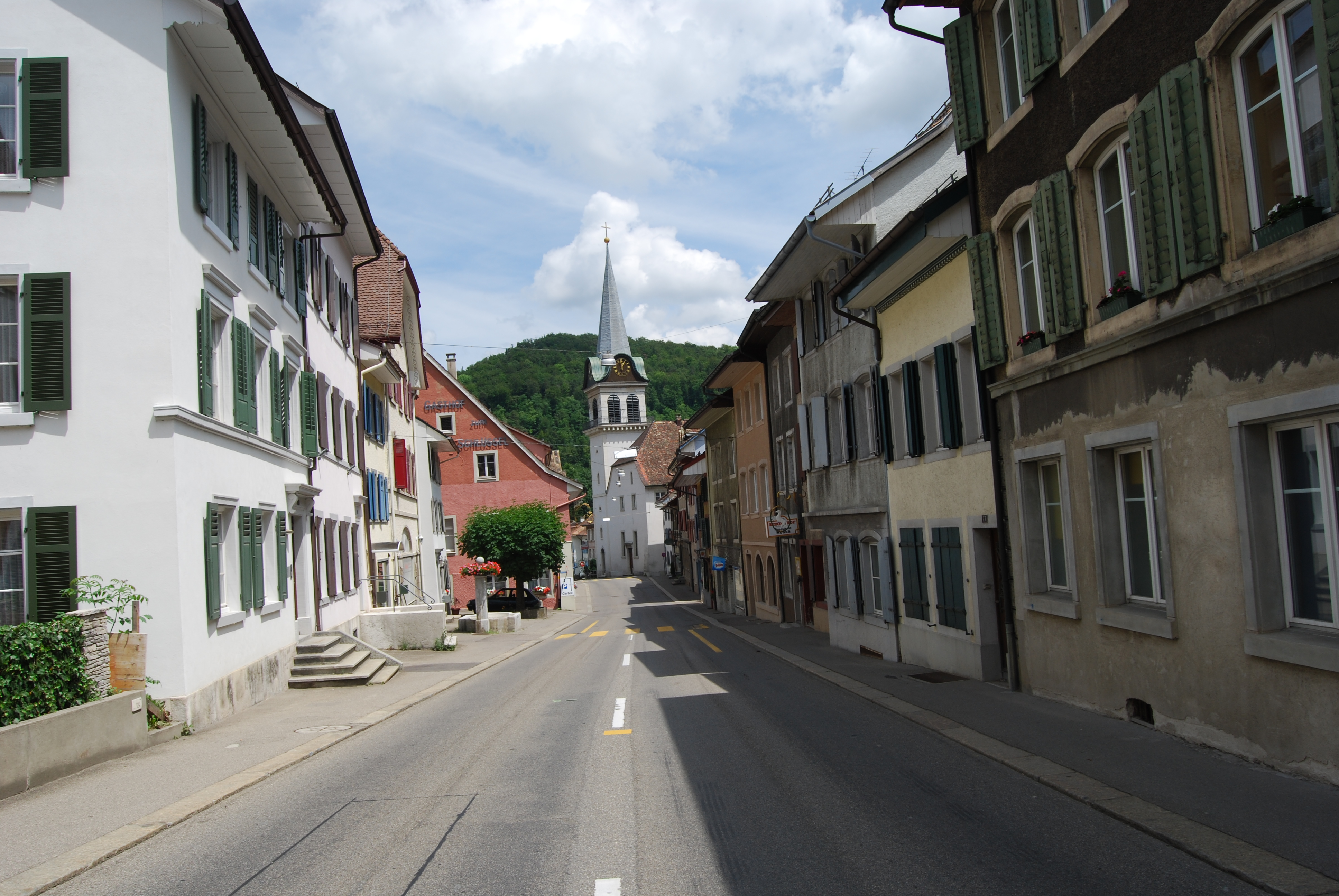
Waldenburg

Waldenburg is een gemeente en plaats in het Zwitserse kanton Basel-Landschaft, en maakt deel uit van het district Waldenburg.
Waldenburg telt 1.183 inwoners.